# FCER2
FCER2 (англ. Fc fragment of IgE receptor II) – білок, який кодується однойменним геном, розташованим у людей на короткому плечі 19-ї хромосоми. Довжина поліпептидного ланцюга білка становить 321 амінокислот, а молекулярна маса — 36 469.
| 10         |  | 20         |  | 30         |  | 40         |  | 50         |
| ---------- |  | ---------- |  | ---------- |  | ---------- |  | ---------- |
| MEEGQYSEIE |  | ELPRRRCCRR |  | GTQIVLLGLV |  | TAALWAGLLT |  | LLLLWHWDTT |
| QSLKQLEERA |  | ARNVSQVSKN |  | LESHHGDQMA |  | QKSQSTQISQ |  | ELEELRAEQQ |
| RLKSQDLELS |  | WNLNGLQADL |  | SSFKSQELNE |  | RNEASDLLER |  | LREEVTKLRM |
| ELQVSSGFVC |  | NTCPEKWINF |  | QRKCYYFGKG |  | TKQWVHARYA |  | CDDMEGQLVS |
| IHSPEEQDFL |  | TKHASHTGSW |  | IGLRNLDLKG |  | EFIWVDGSHV |  | DYSNWAPGEP |
| TSRSQGEDCV |  | MMRGSGRWND |  | AFCDRKLGAW |  | VCDRLATCTP |  | PASEGSAESM |
| GPDSRPDPDG |  | RLPTPSAPLH |  | S          |  |            |  |            |

A: Аланін

C: Цистеїн

D: Аспарагінова кислота

E: Глутамінова кислота

F: Фенілаланін

G: Гліцин

H: Гістидин

I: Ізолейцин

K: Лізин

L: Лейцин

M: Метіонін

N: Аспарагін

P: Пролін

Q: Глутамін

R: Аргінін

S: Серин

T: Треонін

V: Валін

W: Триптофан

Кодований геном білок за функцією належить до рецепторів. 
Білок має сайт для зв'язування з іонами металів, іоном кальцію, лектинами, імуноглобуліном IgE. 
Локалізований у клітинній мембрані, мембрані.
Також секретований назовні.